# František Hák (lyžař)

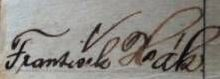

František Hák (5. listopadu 1903, Valteřice – 16. října 1987, Praha) byl československý lyžař. V roce 1938 po záboru pohraničí odešel do Rychnova na Kněžnou, kde působil jako prokurista v textilní firmě Deutschmann. Začátkem 60. let se opět vrátil do rodných Krkonoš, kde posléze od roku 1967 se svojí manželkou Žofií spravovali turistickou ubytovnu ČSTV v budově dolní stanice lyžařského vleku Labuť (dnešní Javor).

## Sportovní kariéra
Člen T.J. Sokol Valteřice a krátce ČSK Praha. Kromě běhu na lyžích závodil i ve skoku na lyžích a závodě sdruženém. Na I. ZOH v Chamonix 1924 (původně Zimní hry VIII. olympijských her v Paříži 1924) skončil v běhu na lyžích na 18 km na 24. místě. Měsíc po návratu ze ZOH 8. března vítězí štafeta Hák, Hevák, Jón ve štafetovém závodě o přebor Pražské župy lyžařů s výrazným náskokem 6 a půl minuty před nejlepší 'pražskou' štafetou ČSK Praha.

## Galerie

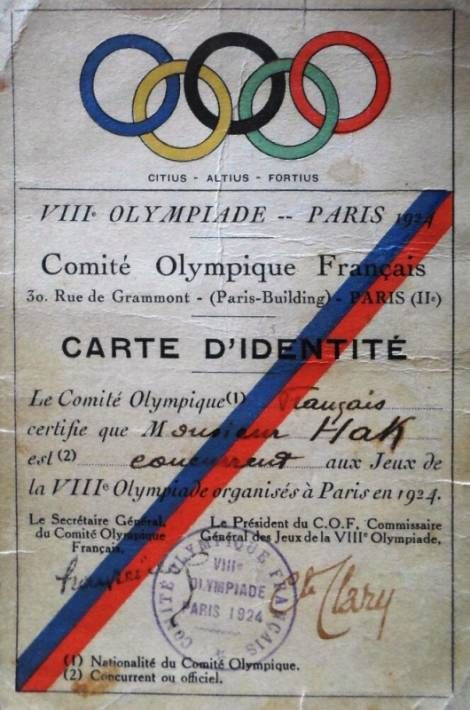
Průkaz lyžaře Františka Háka na olympiádě v Chamonix 1924
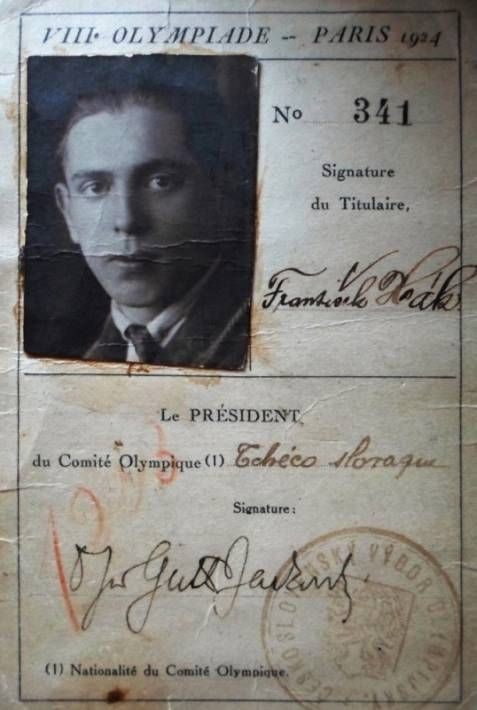
Olympijská legitimace podepsaná doktorem Guthem-Jarkovským